# Поверженный идол
«Поверженный идол» (англ. The Fallen Idol) — кинофильм режиссёра Кэрола Рида, вышедший в 1948 году. Экранизация детективного рассказа Грэма Грина. В американском прокате фильм шёл под названием «Утраченная иллюзия». Премьера фильма состоялась 30 сентября 1948 года в Великобритании.

## Сюжет
История глазами восьмилетнего мальчика, сына французского посла, который дружит с дворецким Бейнсом. Дворецкий оказывается замешан в возможном убийстве своей жены. До этого он долго не решался с ней развестись и уйти к молодой возлюбленной — Джули. Миссис Бейнс сорвалась с лестницы. Но был ли это несчастный случай — предстоит выяснить полицейским. А маленький Филип, защищая своего друга, включается во взрослую игру.
```
 В оригинальном рассказе Грэма Грина "Комната в подвале" Бэйнс действительно причастен к смерти своей жены, но сюжет был изменён для фильма, где миссис Бэйнс погибает в результате несчастного случая.
```

## В ролях
- Ральф Ричардсон — Бейнс
- Мишель Морган — Джули
- Соня Дрездел — миссис Бейнс
- Бобби Хенри — Филип
- Денис О’Ди — инспектор Кроув
- Джек Хокинс — детектив Эймс
- Уолтер Фицджералд — доктор Фентон
- Дэнди Николс — миссис Паттерсон
- Джоан Янг — миссис Барроу
- Карел Степанек — первый секретарь
- Джефри Кин — детектив Дэвис
- Бернард Ли — детектив Харт
- Дора Брайан — Роуз

## Награды и номинации
- Номинации на премию «Оскар» 1950 года — Лучший режиссёр и Лучший адаптированный сценарий
- Номинация на Золотой глобус 1950 года — Лучший иностранный фильм — Великобритания
- Премия BAFTA 1949 года — Лучший британский фильм
- Номинация на премию «Золотой лев» на Венецианском кинофестивале 1948 года